# Gouvernement Chicu
République de Moldavie
Sandu Gavrilița
Le gouvernement Chicu (en roumain : Guvernul Ion Chicu) est le gouvernement de la république de Moldavie du 14 novembre 2019, durant la Xe législature du Parlement, au 6 août 2021.

## Coalition et historique
Dirigé par le nouveau Premier ministre indépendant Ion Chicu, ancien ministre des Finances, ce gouvernement est soutenu par une coalition entre le Parti des socialistes de la république de Moldavie (PSRM) pro-russe, et le Parti démocrate de Moldavie (PDM). Ensemble, ils disposent de 62 députés sur 101, soit 61,4 % des sièges du Parlement.
Il est formé à la suite de la censure du gouvernement précédent.
Il succède donc au gouvernement de la libérale Maia Sandu, constitué d'une coalition entre le bloc électoral pro-européen ACUM — qui réunit le Parti action et solidarité (PAS) et la Plateforme vérité et dignité (DA) — et le Parti des socialistes de la république de Moldavie (PSRM).

### Formation
Le 12 novembre 2019, le Parti des socialistes fait tomber le gouvernement Sandu. Un désaccord sur une réforme du mode d'élection du procureur de la République, voulue par la Première ministre, mène le 6 novembre au dépôt par les socialistes d'une motion de censure, qui est votée avec le soutien des démocrates six jours plus tard par 63 voix sur 101. Les différentes formations politiques disposent alors de trois mois pour s'entendre sur un nouveau gouvernement, faute de quoi le Parlement sera dissous, entraînant des élections législatives anticipées,.
Ion Chicu est chargé dès le lendemain de former un gouvernement, qui est approuvé le lendemain par le Parlement. Chicu déclare dès le lendemain que son gouvernement assurera un rôle de transition jusqu'aux prochaines élections.

### Évolution
Le gouvernement se maintient cependant, tandis qu'un remaniement le 16 mars y fait entrer plusieurs ministres du Parti démocrate qui s'ajoutent à ceux socialistes, cimentant l'alliance de circonstance entre les deux formations.
Le 7 novembre 2020, le président du PDM Pavel Filip annonce que son parti se retire de la majorité parlementaire après que le président de la République a affirmé qu'une fois passée l'élection présidentielle, la situation au sein de la coalition devra être revue dans la mesure où le gouvernement ne dispose plus de la majorité absolue au Parlement en raison de la dissidence de la moitié des députés du PDM ; le Premier ministre orchestre en conséquence un remaniement ministériel deux jours plus tard et remplace les cinq ministres choisis par les démocrates, par des indépendants, dont deux anciens membres de son équipe qui retrouvent leurs ex-ministères.

### Succession
Devenu minoritaire au Parlement, le gouvernement se retrouve fin décembre sous la menace d'une motion de censure le 23 décembre 2020. Cependant, quelques heures avant le vote de la motion, Ion Chicu remet sa démission et celle de ses ministres, après s'être entretenu avec le président de la République Igor Dodon et la présidente du Parlement Zinaida Greceanîi. Il explique cette décision par l'objectif de dissoudre l'assemblée parlementaire et convoquer des élections législatives anticipées. Plus tôt dans le mois, environ 20 000 personnes avaient manifesté pour réclamer un tel scrutin, après que les députés avaient voté une loi transférant la supervision des services de renseignement du chef de l'État aux députés. Le départ du Premier ministre se produit ainsi à la veille de la fin du quinquennat présidentiel, la présidente élue Maia Sandu — défenseure d'une politique libérale pro-européenne opposée à la ligne pro-russe d'Igor Dodon — devant être assermentée le 24 décembre,.
Après un entretien avec la nouvelle présidente, Chicu indique qu'il expédiera les affaires courantes jusqu'au 1er janvier 2021, et qu'après cette date, il quittera ses fonctions, de même que la ministre de la Santé Viorica Dumbrăveanu, le ministre des Finances, Sergiu Puşcuţa, et le ministre de l'Économie, Anatol Usatii. Le 31 décembre, alors que le Premier ministre sortant a proposé le nom de la vice-Première ministre Olga Cebotari, la présidente Sandu nomme finalement le ministre des Affaires étrangères Aureliu Ciocoi comme Premier ministre par intérim.
Après que la Cour constitutionnelle a rendu un avis selon lequel les députés n'ont pas le pouvoir de dissoudre le Parlement par le vote d'une motion, Maia Sandu charge le 27 janvier 2021 Natalia Gavrilița de former un nouveau gouvernement,. Elle annonce son gouvernement le 5 février 2021. Alors que pour provoquer des législatives anticipées, la présidente Sandu appelle à ne pas voter pour le gouvernement, le Parti action et solidarité, dont sont issues Sandu et Gavrilița, annonce qu'il ne votera pas la confiance, de même que son allié de la Plateforme vérité et dignité. Le 11 février, le Parlement refuse la confiance au gouvernement proposé. Le soir même, Gavrilița est de nouveau chargée de former un gouvernement. Le 23 février, sa nomination est invalidée par la Cour constitutionnelle.
Le 25 mars, Igor Grosu est chargé de former un gouvernement. Le gouvernement Grosu échouer de manière automatique à obtenir la confiance du parlement, le quorum de membres présent nécessaire à l'obtention du vote n'étant pas réuni,.
Le 29 mars, Maia Sandu demande à la Cour constitutionnelle de constater l'échec de deux gouvernements successifs à obtenir la confiance du Parlement dans un délai de 45 jours, ce qui devrait lui permettre de convoquer des élections anticipées,. Entre-temps, le 31 mars, le Parlement décrète l'état d'urgence pour deux mois — au cours duquel des élections ne peuvent légalement être organisées — en raison de la crise sanitaire liée à la pandémie de Covid-19. La décision du Parlement est suspectée d'avoir directement pour objectif de retarder la tenue du scrutin, aucune autre mesure n'ayant été prise contre la pandémie,,. Le 28 avril, la Cour constitutionnelle juge invalide la mise en place d'un état d'urgence sous un gouvernement d'intérim. Le jour même, Maia Sandu procède à la dissolution du Parlement et convoque des élections anticipées pour le 11 juillet 2021. Son parti l’emporte avec 52,80 % des suffrages exprimés et obtient une majorité parlementaire confortable qui permet à la présidente Sandu d'appliquer son programme politique. Elle désigne de nouveau Natalia Gavrilița pour forme le prochain gouvernement. Après avoir obtenu la confiance du Parlement, celle-ci est officiellement investie avec le nouveau gouvernement le 6 août 2021.

## Composition

### Initiale (14 novembre 2019)
- La composition du gouvernement est la suivante[30] :

| Portefeuille                                                               | Nom | Nom                 | Parti |
| -------------------------------------------------------------------------- | --- | ------------------- | ----- |
| Premier ministre                                                           |     | Ion Chicu           | Sans  |
| Vice-Premier ministre Ministre de l'Intérieur                              |     | Pavel Voicu         | PSRM  |
| Vice-Premier ministre Chargé de la Réintégration territoriale              |     | Alexandru Flenchea  | Sans  |
| Ministre des Affaires étrangères et de l'Intégration européenne            |     | Aureliu Ciocoi      | Sans  |
| Ministre de l'Agriculture, du Développement régional et de l'Environnement |     | Ion Perju           | Sans  |
| Ministre de la Défense                                                     |     | Victor Gaiciuc      | Sans  |
| Ministre de l'Économie et des Infrastructures                              |     | Anatol Usatîi       | Sans  |
| Ministre de l'Éducation, de la Culture et de la Recherche                  |     | Corneliu Popovici   | Sans  |
| Ministre des Finances                                                      |     | Sergiu Pușcuța      | Sans  |
| Ministre de la Justice                                                     |     | Fadei Nagacevschi   | PSRM  |
| Ministre de la Santé, du Travail et de la Protection sociale               |     | Viorica Dumbrăveanu | Sans  |

### Remaniement du 16 mars 2020
- Les nouveaux ministres sont indiqués en gras, ceux ayant changé d'attributions en italique[7].

| Portefeuille                                                               | Nom | Nom                 | Parti |
| -------------------------------------------------------------------------- | --- | ------------------- | ----- |
| Premier ministre                                                           |     | Ion Chicu           | PSRM  |
| Vice-Premier ministre Ministre de l'Intérieur                              |     | Pavel Voicu         | PSRM  |
| Vice-Première ministre Chargée de la Réintégration territoriale            |     | Cristina Lesnic     | Sans  |
| Ministre des Affaires étrangères et de l'Intégration européenne            |     | Oleg Tulea          | PDM   |
| Ministre de l'Agriculture, du Développement régional et de l'Environnement |     | Ion Perju           | Sans  |
| Ministre de la Défense                                                     |     | Alexandru Panzari   | PDM   |
| Ministre de l'Économie et des Infrastructures                              |     | Sergiu Railean      | PDM   |
| Ministre de l'Éducation, de la Culture et de la Recherche                  |     | Igor Sharov         | PDM   |
| Ministre des Finances                                                      |     | Sergiu Pușcuța      | Sans  |
| Ministre de la Justice                                                     |     | Fadei Nagacevschi   | PSRM  |
| Ministre de la Santé, du Travail et de la Protection sociale               |     | Viorica Dumbrăveanu | Sans  |

### Remaniement du 9 novembre 2020
- Les nouveaux ministres sont indiqués en gras, ceux ayant changé d'attributions en italique[8].

| Portefeuille                                                               | Nom | Nom                 | Parti |
| -------------------------------------------------------------------------- | --- | ------------------- | ----- |
| Premier ministre                                                           |     | Ion Chicu           | PSRM  |
| Vice-Premier ministre Ministre de l'Intérieur                              |     | Pavel Voicu         | PSRM  |
| Vice-Première ministre Chargée de la Réintégration territoriale            |     | Olga Cebotari       | Sans  |
| Ministre des Affaires étrangères et de l'Intégration européenne            |     | Aureliu Ciocoi      | Sans  |
| Ministre de l'Agriculture, du Développement régional et de l'Environnement |     | Ion Perju           | Sans  |
| Ministre de la Défense                                                     |     | Victor Gaiciuc      | Sans  |
| Ministre de l'Économie et des Infrastructures                              |     | Anatol Usatii       | Sans  |
| Ministre de l'Éducation, de la Culture et de la Recherche                  |     | Lilia Pogolsa       | Sans  |
| Ministre des Finances                                                      |     | Sergiu Pușcuța      | Sans  |
| Ministre de la Justice                                                     |     | Fadei Nagacevschi   | PSRM  |
| Ministre de la Santé, du Travail et de la Protection sociale               |     | Viorica Dumbrăveanu | Sans  |

### Remaniement du1erjanvier 2021
- Les nouveaux ministres sont indiqués en gras, ceux ayant changé d'attributions en italique[31],[12].

| Portefeuille                                                                           | Nom | Nom                       | Parti |
| -------------------------------------------------------------------------------------- | --- | ------------------------- | ----- |
| Premier ministre a.i.' Ministre des Affaires étrangères et de l'Intégration européenne |     | Aureliu Ciocoi            | Sans  |
| Vice-Premier ministre Ministre de l'Intérieur                                          |     | Pavel Voicu               | PSRM  |
| Vice-Première ministre Chargée de la Réintégration territoriale                        |     | Olga Cebotari             | Sans  |
| Ministre de l'Agriculture, du Développement régional et de l'Environnement             |     | Ion Perju                 | Sans  |
| Ministre de la Défense                                                                 |     | Victor Gaiciuc            | Sans  |
| Ministre de l'Économie et des Infrastructures                                          |     | Mihail Lupașco a.i.       | Sans  |
| Ministre de l'Éducation, de la Culture et de la Recherche                              |     | Lilia Pogolsa             | Sans  |
| Ministre des Finances                                                                  |     | Tatiana Ivanicichina a.i. | Sans  |
| Ministre de la Justice                                                                 |     | Fadei Nagacevschi         | PSRM  |
| Ministre de la Santé, du Travail et de la Protection sociale                           |     | Tatiana Zatîc a.i.        | Sans  |